# W.D. Wetherell
Pour les articles homonymes, voir Wetherell.
Œuvres principales
- Un siècle de novembre

Walter D. Wetherell (né en 1948) est un écrivain américain ayant publié plus d'une dizaine d'ouvrages, dont des fictions. Il a grandi à New York et vit à présent à Lyme, New Hampshire.
Ses œuvres les plus récentes sont Autumn: A Season of Discovery in a Wondrous Land (Presses universitaires du Nebraska, 2009) et Hills Like White Hills: Stories (Presses de l'université méthodiste du Sud, 2009).
Son roman le plus connu en France est Un siècle de novembre, publié en 2004 par les Presses universitaires du Michigan sous le titre original A Century of November. Ce court roman lui a valu la plus prestigieuse récompense littéraire du Michigan. La traduction française a été publiée par les éditions Les Allusifs en 2006, et est sortie en poche en 2008 (Le Livre de poche). Wetherell y décrit la quête d'un père à travers l'Amérique et l'Europe, qui cherche les traces laissées par son fils dans sa marche à la mort, sur le front, en 1918, quelques semaines avant l'armistice.
Wetherell est également l'auteur de plusieurs nouvelles parues dans la presse américaine. Il a aussi écrit des essais et des récits de voyages notamment pour le New York Times, et d'autres parutions. Les rivières et la pêche à la mouche sont une source d'inspiration pour ces essais et récits.